# Новописцовское городское поселение
Новописцо́вское городско́е поселе́ние — муниципальное образование в составе Вичугского района Ивановской области России. Административный центр — посёлок городского типа Новописцово.

## История
Новописцовское городское поселение образовано 11 января 2005 года в соответствии с Законом Ивановской области № 4-ОЗ.

## Население
| 2002  | 2010  | 2011  | 2012  | 2013  | 2014  | 2015  |
| ----- | ----- | ----- | ----- | ----- | ----- | ----- |
| 3195  | ↘2750 | ↘2737 | ↘2655 | ↘2585 | ↘2498 | ↘2460 |
| 2016  | 2017  | 2018  | 2019  | 2020  | 2021  |       |
| ↘2381 | ↘2316 | ↘2268 | ↘2233 | ↘2219 | ↗2323 |       |

## Состав городского поселения
| № | Населённый пункт | Тип населённого пункта      | Население (2010) |
| - | ---------------- | --------------------------- | ---------------- |
| 1 | Афоново          | деревня                     | 0                |
| 2 | Ивашево          | деревня                     | 2                |
| 3 | Новописцово      | пгт, административный центр | ↗2322 (2021)     |